# Col d’Oderen
Der Col d’Oderen (dt. Odernpass) ist ein 884 m hoher Pass in den Vogesen.
Der Pass liegt vier Kilometer südlich des 1202 Meter hohen Grand Ventron und 2,5 Kilometer nördlich des 1223 m hohen Drumont (Trumenkopf) zwischen den Gemeinden Ventron (westlich liegend) und Kruth im Osten. Unmittelbar westlich der Passhöhe verläuft die Grenze zwischen dem Département Vosges und dem Département Haut-Rhin, der Pass selbst gehört zum Gemeindegebiet von Fellering. Über den Pass führt die Straße von Fellering über Oderen und Kruth nach Cornimont bzw. Saulxures-sur-Moselotte.
Die Passstraße wurde während des Ersten Weltkrieges aus strategischen Gründen ausgebaut. Durch das Fahrverbot für schwere LKW und durch die Nähe des stark frequentierten Büssingpasses nur wenige Kilometer südlich kommt dem Odernpass keine überregionale Bedeutung als Verkehrsachse zu. Die gut ausgebaute Straße wird in der wärmeren Jahreszeit von Rad- und Motorradfahrern geschätzt.
An der Westseite des Passes entspringt der Ventron, der über die Moselotte zur Mosel entwässert, auf der Ostseite der Ruisseau de Saint-Nicolas, ein Nebenfluss der oberen Thur.

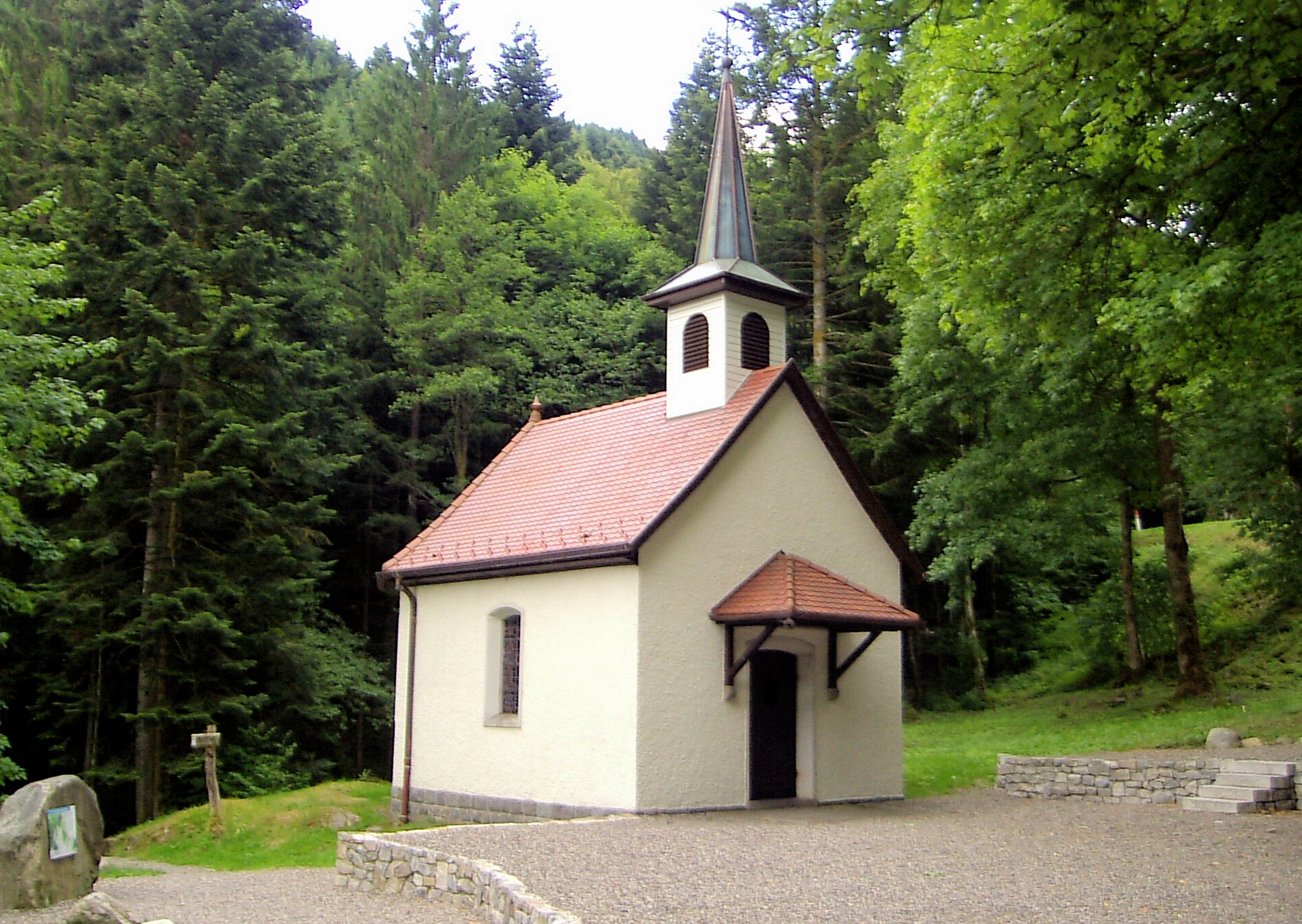
Kapelle Saint-Nicolas auf dem Weg zum Col d’Oderen